# Libertad Lamarque
Libertad Lamarque Bouza (ur. 24 listopada 1908 w Rosario, zm. 12 grudnia 2000 w Meksyku) – argentyńska aktorka i piosenkarka.

## Wybrana filmografia

### Telenowele
- 1970: Esmeralda (Wenezuela) jako Siostra Piedad
- 1998: Paulina (Meksyk) jako babcia Piedad de Bracho
- 2000: Mała Księżniczka (Meksyk) jako matka przełożona Piedad de la Luz